# Лебедева, Наталья Васильевна
Ната́лья Васи́льевна Ле́бедева (24 августа 1949, Москва) — советская легкоатлетка, бронзовая призёрка Олимпийских игр. Мастер спорта международного класса.

## Карьера
На Олимпиаде в Монреале в 1976 году Наталья выиграла бронзовую медаль в беге на 100 метров с барьерами, уступив соотечественнице Татьяне Анисимовой и восточногерманке Йоханне Шаллер.
Чемпионка СССР 1974 года, а также неоднократная призёрка первенств.